# Rab
Rab (Arbe, Arbia, Arve nebo Arba – jméno je pravděpodobně z ilyrskeho slova 'Arb' s významem tmavý, zeleně zalesněný) je chorvatský ostrov v severním Jadranu. Patří do Přímořsko-gorskokotarské župy a nachází se v Kvarnerském zálivu.
Ostrov je 22 km dlouhý, má rozlohu 91 km² a žije zde 9 328 obyvatel. Na ostrově se nachází stejnojmenné město, které je s 437 obyvateli druhým nejmenším chorvatským městem. Největším sídlem na ostrově je Banjol s 1 907 obyvateli. Sousedí s ostrovy Krk, Pag, Cres, Sveti Grgur, Goli otok a Dolin.
Rab má velice vhodné středomořské klima s mírnými zimami a přijatelnými letními teplotami. V zimě teplota málokdy klesá pod nulu a sníh je velice řídkým jevem.
Ostrov Rab je spojen jak s pevninou tak i s okolními ostrovy, na které se lze dostat trajektem. Z vesnice Jablanac do osady Mišnjak se lze dostat za 15 minut. Trajekt vyjíždí 8-20krát za den.
V současné době trajekty vyplouvají z vesnice Stinica cca 1,6 km severněji od Jablanace.

## Název
První zmínka o Rabu pochází z Řecka z roku 360 př. n. l. a poté od řeckých a římských zeměpisců, kde je pojmenován Arba. Tento název pochází od Liburnianů, kteří jsou nejstaršími známými obyvateli ostrova. Arba je také název dnešní liburnianské osady v dnešním městě Rab. Není přesně známo, jak je tento název starý; pravděpodobně je stejně starý jako staré osady, které zde vznikly v Době železné. V jazyce Ilyrů je slovo Arba znamená temný, zelený či zalesněný. Název je tak nejspíš odvozen od hustých lesů, které se na ostrově nachází. 
Od 1. století se o ostrově hovoří v řeckých a římských zápisech pod jménem Arba nebo Arva. 
Ve středověké Dalmácii byly pro ostrov užívány názvy Arbe, Arbia, Arbiana, Arbitana a v latinských spisem nejčastěji jako Arbum. 
Arbe bylo v 15. století oficiálním názvem města, kdy ostrov spadal pod nadvládu Benátské republiky. 
V chorvatštině se užívá název Rab, který vznikl pravděpodobně v 7. století, kdy se na ostrově objevili první Slované. Nicméně písemně byl název Rab použit poprvé v 15. století, jelikož slovanská nadvláda zde dříve (na rozdíl od zbytku regionu) nebyla. 

## Sídla na Rabu
- Banjol
- Barbat na Rabu
- Kampor
- Lopar
- Mundanije
- Palit
- Rab
- Supetarska Draga

## Partnerská města
- Königsbrunn, Německo
- San Marino, San Marino
- Sežana, Slovinsko